# Massacre de Bolonha
O massacre de Bolonha (em italiano:  Strage di Bologna) foi um atentado terrorista na Estação Central em Bolonha, Itália, na manhã de sábado, 2 de agosto de 1980, que matou 85 pessoas e feriu mais de 200. O ataque foi materialmente atribuído à organização terrorista neofascista Nuclei Armati Rivoluzionari. As suspeitas de envolvimento do serviço secreto italiano surgiram pouco depois, devido ao uso de explosivos para a bomba e o clima político em que o massacre ocorreu, mas nunca foi provado.

## Atentado e investigação

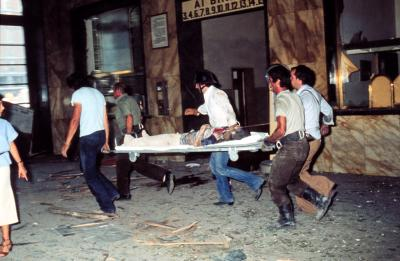
As equipes de resgate carregando uma vítima.

Às 10h25 uma bomba-relógio contida em uma mala abandonada foi detonada dentro de uma sala de espera da estação ferroviária, que estava repleta de pessoas. A bomba era feita de TNT, T4 e um "Composto B", também conhecido como Composição B. A explosão destruiu a maior parte do edifício principal e atingiu o trem Ancona-Chiasso que estava esperando na primeira plataforma. A explosão foi ouvida a quilômetros da estação. O teto da sala de espera desabou sobre os passageiros, o que aumentou consideravelmente o número total de mortos do atentado terrorista.
Naquele sábado de verão, a estação estava cheia de turistas e a cidade não estava preparada para tal incidente. Não havia ambulâncias suficientes, e ônibus e táxis foram usados para transportar as vítimas feridas para os hospitais.
O ataque foi registrado como a pior atrocidade na Itália desde a Segunda Guerra Mundial.

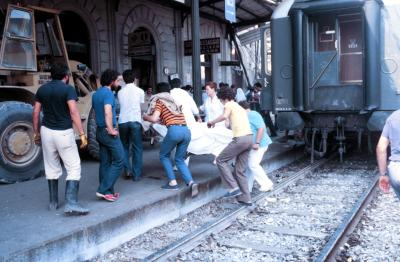
Transeuntes atendidos pelas operações de resgate.

No dia seguinte, os investigadores da polícia encontraram fragmentos de metal e pedaços de plástico perto da fonte da explosão. O governo italiano liderado pelo primeiro-ministro Francesco Cossiga assumiu primeiramente que a explosão poderia ter sido causada por um acidente, mas após um curto período de tempo o NAR foi apontado como sendo o responsável pelo ataque terrorista. Mais tarde, em uma sessão especial no Senado, Cossiga apoiou a teoria de que neofascistas estavam por trás do ataque: "ao contrário do terrorismo de esquerda, que atinge o centro do Estado através de seus representantes, o terrorismo negro prefere o massacre porque promove pânico e reações impulsivas."

## Julgamentos
Um longo, conturbado e controverso processo judicial e questão política se seguiram. Os parentes das vítimas formaram uma associação (Associazione dei familiari delle vittime della strage alla stazione di Bologna del 2 agosto 1980) para elevar e manter a consciência civil sobre o caso.
O general Pietro Musumeci, número dois do "Serviço de Informação e Segurança Militar" (SISMI: um serviço secreto italiano de natureza militar) e revelado em 1981 como sendo um membro da loja maçônica Propaganda Due (P2), foi acusado de ter criado provas falsas para acusar Roberto Fiore e Gabriele Andinolfi, dois líderes da Terza Posizione que fugiram em exílio em Londres, do ataque. Ambos os líderes do Terza Posizione afirmaram que Musumeci estava tentando desviar a atenção de Licio Gelli, chefe da P2.
Um julgamento envolvendo 20 suspeitos foi iniciado em 1987.
Em Julho de 1988, quatro neofascistas receberam prisão perpétua pelo ataque: Valerio Fioravanti, sua esposa Francesca Mambro, Massimiliano Fachini e Sergio Picciafuoco. Eles também receberam sentenças por pertencer a um grupo armado, bem como Paolo Signorelli e Roberto Rinani, que foram absolvidos da acusação pela execução do ataque. Licio Gelli, líder da loja maçônica P2, além de outros três, Francesco Pazienza, Pietro Musumeci e Giuseppe Belmonte, receberam sentenças por difamar a investigação. Stefano Delle Chiaie, que foi preso e extraditado da Venezuela um ano antes, foi absolvido da acusação de associação subversiva.
Dois anos depois, em julho de 1990, um tribunal de recursos cancelou as condenações dos réus Valerio Fioravanti, sua esposa, Francesca Mambro; Massimiliano Fachini; e Sergio Picciafuoco, bem como as condenações de calúnias de Gelli e Pazienza. Um novo julgamento foi ordenado em outubro de 1993.
Em 23 de novembro de 1995, o Tribunal de Cassação (Corte di Cassazione) emitiu a sentença final:
- a confirmação da prisão perpétua para os neofascistas Valerio Fioravanti e Francesca Mambro, os membros do Nuclei Armati Rivoluzionari (NAR) - que sempre alegaram a sua inocência pela execução do ataque;
- a sentença por desvio da investigação para Licio Gelli (chefe da P2), Francesco Pazienza e os oficiais da SISMI: Pietro Musumeci e Giuseppe Belmonte.

Em abril de 1998, a ex-fascista Francesca Mambro foi autorizada a deixar sua prisão durante o dia, e realizou atividades contra a pena de morte na sede do Partido Radical.
Até o momento, os responsáveis pelo ataque e os seus motivos políticos permanecem desconhecidos. Alguns suspeitam que a rede da Operação Gládio estava ao menos parcialmente envolvida.
Durante os julgamentos, representantes do Estado se refugiaram no "segredo de Estado" para esconder informações. Sabe-se que os membros da Loja P2 estavam envolvidos com o terrorismo e desestabilização na Itália, Argentina e outros países e, entre os seus participantes, constavam proeminentes juízes, jornalistas, militares, espiões, políticos e banqueiros. O neofascista Vincenzo Vinciguerra (que está cumprindo prisão perpétua pelo atentado de Peteano de 1972), ao depor em tribunal, afirmou que uma "estrutura oculta" "dentro do próprio Estado" e ligada à OTAN, estava dando uma "orientação estratégica" para todos os ataques. Esta organização tornou-se conhecida sob o nome de Gladio.

### Condenação em 2022
O antigo militante da "Avanguardia Nazionale" (Vanguada Nacional) Paolo Bellini foi condenado a prisão perpétua em 6 abril de 2022 pela sua participação no atentado. Com 68 anos foi considerado o quinto bombista além dos já condenados, Giusva Fioravanti, Francesca Mambro, Luigi Ciavardini, e Gilberto Cavallini.

## Lista das vítimas
(Após o nome, consta a idade de cada vítima na época do ataque)

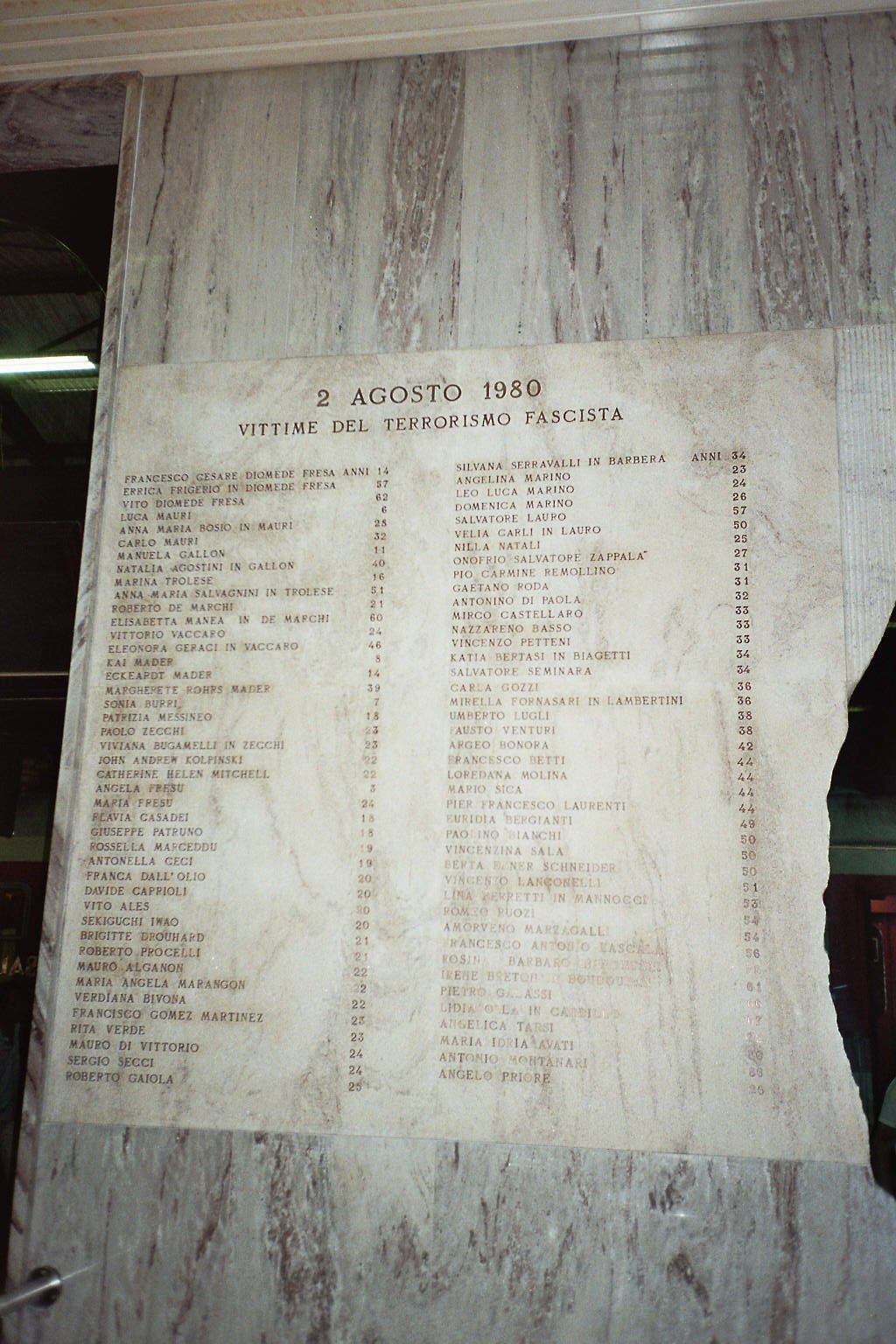
Placa homenageando as vítimas do massacre.

| - Antonella Ceci, 19 - Angela Marino, 23 - Leo Luca Marino, 24 - Domenica Marino, 26 - Errica Frigerio, 57 - Vito Diomede Fresa, 62 - Cesare Francesco Diomede Fresa, 14 - Anna Maria Bosio, 28 - Carlo Mauri, 32 - Luca Mauri, 6 - Eckhardt Mader, 14 - Margret Rohrs, 39 - Kai Mader, 8 - Sonia Burri, 7 - Patrizia Messineo, 18 - Silvana Serravalli, 34 - Manuela Gallon, 11 - Natalia Agostini, 40 - Marina Antonella Trolese, 16 - Anna Maria Salvagnini, 51 - Roberto De Marchi, 21 - Elisabetta Manea , 60 - Eleonora Geraci, 46 - Vittorio Vaccaro, 24 - Velia Carli, 50 - Salvatore Lauro, 57 - Paolo Zecchi, 23 - Viviana Bugamelli, 23 - Catherine Helen Mitchell, 22 | - John Andrew Kolpinski, 22 - Angela Fresu, 3 - Maria Fresu, 24 - Loredana Molina, 44 - Angelica Tarsi, 72 - Katia Bertasi, 34 - Mirella Fornasari, 36 - Euridia Bergianti, 49 - Nilla Natali, 25 - Franca Dall'Olio, 20 - Rita Verde, 23 - Flavia Casadei, 18 - Giuseppe Patruno, 18 - Rossella Marceddu, 19 - Davide Caprioli, 20 - Vito Ales, 20 - Iwao Sekiguchi, 20 - Brigitte Drouhard, 21 - Roberto Procelli, 21 - Mauro Alganon, 22 - Maria Angela Marangon, 22 - Verdiana Bivona, 22 - Francisco Gómez Martínez, 23 - Mauro Di Vittorio, 24 - Sergio Secci, 24 - Roberto Gaiola, 25 - Angelo Priore, 26 - Onofrio Zappalà, 27 | - Pio Carmine Remollino, 31 - Gaetano Roda, 31 - Antonino Di Paola, 32 - Mirco Castellaro, 33 - Nazzareno Basso, 33 - Vincenzo Petteni, 34 - Salvatore Seminara, 34 - Carla Gozzi, 36 - Umberto Lugli, 38 - Fausto Venturi, 38 - Argeo Bonora, 42 - Francesco Betti, 44 - Mario Sica, 44 - Pier Francesco Laurenti, 44 - Paolino Bianchi, 50 - Vincenzina Sala, 50 - Berta Ebner, 50 - Vincenzo Lanconelli, 51 - Lina Ferretti, 53 - Romeo Ruozi, 54 - Amorveno Marzagalli, 54 - Antonio Francesco Lascala, 56 - Rosina Barbaro, 58 - Irene Breton, 61 - Pietro Galassi, 66 - Lidia Olla, 67 - Maria Idria Avati, 80 - Antonio Montanari, 86 |